# Take Me Out - Esci con me
Take Me Out - Esci con me è stato un programma televisivo italiano condotto da Gabriele Corsi dal 2016 al 2018 e da Katia Follesa nel 2019. È trasmesso in prima visione da Real Time dal 4 gennaio 2016 dal lunedì al venerdì; è l'adattamento italiano del format australiano Taken Out.

## Svolgimento
Il meccanismo di ogni puntata prevede un ragazzo single al centro dello studio che deve farsi conoscere dalle ragazze attraverso vari round: il suo ingresso in studio, la clip di presentazione per raccontare hobby, vita quotidiana e lavoro e i commenti su di lui di amici o parenti o un'esibizione da solista (può proporre un monologo, cantare una canzone, recitare una scena di un film o mostrare una particolare passione); ad ogni round 30 ragazze, dietro dei banconi luminosi situati ad arco, decideranno se conoscerlo meglio e lasciare la propria luce accesa (bianca), oppure premere l'interruttore (rosso) e "spegnersi".
Alla fine dei primi tre round si possono verificare 3 situazioni:
1. se le ragazze che hanno deciso di conoscerlo saranno due o più, sarà il ragazzo single a scegliere chi portare con sé spegnendo le ragazze che meno gli interessano premendo l'interruttore;
2. se rimane accesa solo una ragazza, la coppia andrà direttamente a fare un appuntamento nella Take Me House, situata nell'Atahotel Executive di Milano, oppure, come sovente accade, il conduttore può concedere al single la possibilità dell' "appuntamento al buio", nel quale il single, dopo aver sentito la voce di una ragazza esterna allo studio, deciderà se continuare il proprio percorso scegliendo la ragazza "accesa" restante o la ragazza misteriosa che, se scelta, scenderà dall'ascensore dal quale fanno il loro ingresso i single e vivrà l'appuntamento con il ragazzo;
3. se il ragazzo, invece, non ottiene consensi, si avrà una situazione di blackout (tutte le ragazze si "spengono") e la sua conseguente eliminazione dal programma privo di appuntamento.

## Edizioni
| Edizione                 | Anno | Periodo          | Periodo          | Conduzione     | Puntate | Telespettatori | Share |
| Edizione                 | Anno | Inizio           | Fine             | Conduzione     | Puntate | Telespettatori | Share |
| ------------------------ | ---- | ---------------- | ---------------- | -------------- | ------- | -------------- | ----- |
| 1ª                       | 2016 | 4 gennaio 2016   | 26 febbraio 2016 | Gabriele Corsi | 40      | 494.000        | 1,84% |
| Party Night              | 2016 | 1º marzo 2016    | 12 aprile 2016   | Gabriele Corsi | 7       | 354.250        | 1,30% |
| 2ª                       | 2016 | 5 settembre 2016 | 28 ottobre 2016  | Gabriele Corsi | 40      | 305.000        | 1,26% |
| Signore e Signori        | 2016 | 1º novembre 2016 | 8 novembre 2016  | Gabriele Corsi | 2       | N.D.           | N.D.  |
| 3ª                       | 2017 | 2 gennaio 2017   | 24 febbraio 2017 | Gabriele Corsi | 40      | 368.000        | 1,47% |
| 4ª                       | 2017 | 28 agosto 2017   | 20 ottobre 2017  | Gabriele Corsi | 40      | 306.000        | 1,30% |
| 5ª                       | 2018 | 8 gennaio 2018   | 28 febbraio 2018 | Gabriele Corsi | 38      | N.D.           | N.D.  |
| Take Man Out             | 2018 | 1º marzo 2018    | 1º marzo 2018    | Gabriele Corsi | 1       | 496.000        | 1,80% |
| La rivincita del maschio | 2019 | 8 gennaio 2019   | 12 marzo 2019    | Katia Follesa  | 10      | N.D.           | N.D.  |

## Ascolti

### Prima edizione (Inverno 2016)
La prima edizione è andata in onda in prima visione da lunedì 4 gennaio 2016 a venerdì 26 febbraio 2016 dalle 20.10 alle 21.05 su Real Time.
| Puntata                | Data                   | Telespettatori | Share |
| ---------------------- | ---------------------- | -------------- | ----- |
| 1                      | 4 gennaio 2016         | 276.000        | 1,09% |
| 2                      | 5 gennaio 2016         |                |       |
| 3                      | 6 gennaio 2016         |                |       |
| 4                      | 7 gennaio 2016         | 536.000        | 2,00% |
| 5                      | 8 gennaio 2016         | 423.000        | 1,70% |
| 6                      | 11 gennaio 2016        | 540.000        | 2,00% |
| 7                      | 12 gennaio 2016        | 504.000        | 1,90% |
| 8                      | 13 gennaio 2016        |                |       |
| 9                      | 14 gennaio 2016        | 512.000        | 1,90% |
| 10                     | 15 gennaio 2016        | 445.000        | 1,70% |
| 11                     | 18 gennaio 2016        |                |       |
| 12                     | 19 gennaio 2016        | 468.000        | 1,70% |
| 13                     | 20 gennaio 2016        | 554.000        | 2,00% |
| 14                     | 21 gennaio 2016        | 446.000        | 1,70% |
| 15                     | 22 gennaio 2016        | 538.000        | 2,00% |
| 16                     | 25 gennaio 2016        | 548.000        | 2,00% |
| 17                     | 26 gennaio 2016        | 517.000        | 1,90% |
| 18                     | 27 gennaio 2016        |                |       |
| 19                     | 28 gennaio 2016        | 572.000        | 2,10% |
| 20                     | 29 gennaio 2016        |                |       |
|                        |                        |                |       |
| 21                     | 1º febbraio 2016       | 469.000        | 1,70% |
| 22                     | 2 febbraio 2016        |                |       |
| 23                     | 3 febbraio 2016        | 564.000        | 2,10% |
| 24                     | 4 febbraio 2016        |                |       |
| 25                     | 5 febbraio 2016        |                |       |
| 26                     | 8 febbraio 2016        | 423.000        | 1,70% |
| 27                     | 9 febbraio 2016        |                |       |
| 28                     | 10 febbraio 2016       |                |       |
| 29                     | 11 febbraio 2016       |                |       |
| 30                     | 12 febbraio 2016       |                |       |
| 31                     | 15 febbraio 2016       | 564.000        | 2,05% |
| 32                     | 16 febbraio 2016       |                |       |
| 33                     | 17 febbraio 2016       |                |       |
| 34                     | 18 febbraio 2016       |                |       |
| 35                     | 19 febbraio 2016       |                |       |
| 36                     | 22 febbraio 2016       |                |       |
| 37                     | 23 febbraio 2016       | -              | -     |
| 38                     | 24 febbraio 2016       |                |       |
| 39                     | 25 febbraio 2016       |                |       |
| 40                     | 26 febbraio 2016       |                |       |
| Media telespettatori** | Media telespettatori** | 494.000        | 1,84% |

** calcolata in base solamente agli ascolti delle puntate di cui è noto il dato di ascolto Auditel

### Seconda edizione (Autunno 2016)
La seconda edizione è iniziata lunedì 5 settembre 2016 ed è terminata venerdì 28 ottobre 2016 dalle 20.10 alle 21.05 su Real Time. 
| Puntata                | Data                   | Telespettatori | Share |
| ---------------------- | ---------------------- | -------------- | ----- |
| 1                      | 5 settembre 2016       | 251.000        | 1,10% |
| 2                      | 6 settembre 2016       | 295.000        | 1,30% |
| 3                      | 7 settembre 2016       | 223.000        | 1,01% |
| 4                      | 8 settembre 2016       |                |       |
| 5                      | 9 settembre 2016       |                |       |
| 6                      | 12 settembre 2016      |                |       |
| 7                      | 13 settembre 2016      | 227.000        | 0,99% |
| 8                      | 14 settembre 2016      | 231.000        | 1%    |
| 9                      | 15 settembre 2016      | 297.000        | 1,28% |
| 10                     | 16 settembre 2016      | 324.000        | 1,50% |
| 11                     | 19 settembre 2016      | 229.000        | 0,9%  |
| 12                     | 20 settembre 2016      | 244.000        | 1,01% |
| 13                     | 21 settembre 2016      | 263.000        | 1,03% |
| 14                     | 22 settembre 2016      | 325.000        | 1,40% |
| 15                     | 23 settembre 2016      |                |       |
| 16                     | 26 settembre 2016      |                |       |
| 17                     | 27 settembre 2016      |                |       |
| 18                     | 28 settembre 2016      |                |       |
| 19                     | 29 settembre 2016      |                |       |
| 20                     | 30 settembre 2016      |                |       |
| 21                     | 3 ottobre 2016         |                |       |
| 22                     | 4 ottobre 2016         |                |       |
| 23                     | 5 ottobre 2016         |                |       |
| 24                     | 6 ottobre 2016         |                |       |
| 25                     | 7 ottobre 2016         | 361.000        | 1,50% |
| 26                     | 10 ottobre 2016        | 419.000        | 1,70% |
| 27                     | 11 ottobre 2016        | 348.000        | 1,40% |
| 28                     | 12 ottobre 2016        | -              | -     |
| 29                     | 13 ottobre 2016        |                |       |
| 30                     | 14 ottobre 2016        | 361.000        | 1,50% |
| 31                     | 17 ottobre 2016        | 310.000        | 1,20% |
| 32                     | 18 ottobre 2016        | 387.000        | 1,52% |
| 33                     | 19 ottobre 2016        |                |       |
| 34                     | 20 ottobre 2016        | 362.000        | 1,40% |
| 35                     | 21 ottobre 2016        | 306.000        | 1,30% |
| 36                     | 24 ottobre 2016        | 275.000        | 1,10% |
| 37                     | 25 ottobre 2016        | 285.000        | 1,20% |
| 38                     | 26 ottobre 2016        | 216.000        | 0,80% |
| 39 - con Benji & Fede  | 27 ottobre 2016        | 447.000        | 1,80% |
| 40                     | 28 ottobre 2016        | 347.000        | 1,50% |
| Media telespettatori** | Media telespettatori** | 305.541        | 1,26% |

** calcolata in base solamente agli ascolti delle puntate di cui è noto il dato di ascolto Auditel

### Terza edizione (Inverno 2017)
La terza edizione è iniziata lunedì 2 gennaio ed è terminata venerdì 24 febbraio 2017 dalle 20.10 alle 21.05 su Real Time.
| Puntata                | Data                   | Telespettatori | Share |
| ---------------------- | ---------------------- | -------------- | ----- |
| 1                      | 2 gennaio 2017         |                |       |
| 2                      | 3 gennaio 2017         |                |       |
| 3                      | 4 gennaio 2017         | -              | -     |
| 4                      | 5 gennaio 2017         | -              | -     |
| 5                      | 6 gennaio 2017         | -              | -     |
| 6                      | 9 gennaio 2017         | 432.000        | 1,60% |
| 7                      | 10 gennaio 2017        | 444.000        | 1,60% |
| 8                      | 11 gennaio 2017        | -              | -     |
| 9                      | 12 gennaio 2017        | 247.000        | 0,9%  |
| 10                     | 13 gennaio 2017        | -              | -     |
| 11                     | 16 gennaio 2017        | 344.000        | 1,30% |
| 12                     | 17 gennaio 2017        | 425.000        | 1,60% |
| 13                     | 18 gennaio 2017        | 359.000        | 1,40% |
| 14                     | 19 gennaio 2017        | 416.000        | 1,60% |
| 15                     | 20 gennaio 2017        |                |       |
| 16                     | 23 gennaio 2017        | 377.000        | 1,40% |
| 17                     | 24 gennaio 2017        | 371.000        | 1,40% |
| 18                     | 25 gennaio 2017        | 350.000        | 1,30% |
| 19                     | 26 gennaio 2017        | 344.000        | 1,30% |
| 20                     | 27 gennaio 2017        |                |       |
| 21                     | 30 gennaio 2017        | 327.000        | 1,20% |
| 22                     | 31 gennaio 2017        |                |       |
| 23                     | 1º febbraio 2017       | 297.000        | 1,20% |
| 24                     | 2 febbraio 2017        | 291.000        | 1,10% |
| 25                     | 3 febbraio 2017        |                |       |
| 26                     | 6 febbraio 2017        | 366.000        | 1,40% |
| 27                     | 7 febbraio 2017        |                |       |
| 28                     | 8 febbraio 2017        |                |       |
| 29                     | 9 febbraio 2017        | 233.000        | 0,99% |
| 30                     | 10 febbraio 2017       |                |       |
| 31                     | 13 febbraio 2017       | 380.000        | 1,40% |
| 32                     | 14 febbraio 2017       | 457.000        | 1,80% |
| 33                     | 15 febbraio 2017       | 360.000        | 1,40% |
| 34                     | 16 febbraio 2017       | 445.000        | 1,70% |
| 35                     | 17 febbraio 2017       |                |       |
| 36                     | 20 febbraio 2017       | 423.000        | 1,60% |
| 37                     | 21 febbraio 2017       | 336.000        | 1,40% |
| 38                     | 22 febbraio 2017       | 364.000        | 1,40% |
| 39                     | 23 febbraio 2017       | 448.000        | 1,70% |
| 40                     | 24 febbraio 2017       | -              | -     |
| Media telespettatori** | Media telespettatori** | 368.000        | 1,47% |

** calcolata in base solamente agli ascolti delle puntate di cui è noto il dato di ascolto Auditel

### Quarta edizione (Autunno 2017)
La quarta edizione è andata in onda in prima visione da lunedì 28 agosto a venerdì 20 ottobre 2017 dalle 20.10 alle 21.05 su Real Time.
| Puntata                | Data                   | Telespettatori | Share |
| ---------------------- | ---------------------- | -------------- | ----- |
| 1                      | 28 agosto 2017         | 283.000        | 1,40% |
| 2                      | 29 agosto 2017         | 271.000        | 1,40% |
| 3                      | 30 agosto 2017         | -              | -     |
| 4                      | 31 agosto 2017         | -              | -     |
| 5                      | 1º settembre 2017      | -              | -     |
| 6                      | 4 settembre 2017       | 312.000        | 1,40% |
| 7                      | 5 settembre 2017       | 326.000        | 1,50% |
| 8                      | 6 settembre 2017       | 288.000        | 1,30% |
| 9                      | 7 settembre 2017       | 378.000        | 1,70% |
| 10                     | 8 settembre 2017       | -              | -     |
| 11                     | 11 settembre 2017      | 274.000        | 1,10% |
| 12                     | 12 settembre 2017      | 256.000        | 1,10% |
| 13                     | 13 settembre 2017      | 301.000        | 1,30% |
| 14                     | 14 settembre 2017      | 377.000        | 1,70% |
| 15                     | 15 settembre 2017      | -              | -     |
| 16                     | 18 settembre 2017      | 319.000        | 1,30% |
| 17                     | 19 settembre 2017      | 306.000        | 1,30% |
| 18                     | 20 settembre 2017      | 254.000        | 1,00% |
| 19                     | 21 settembre 2017      | 344.000        | 1,50% |
| 20                     | 22 settembre 2017      |                |       |
| 21                     | 25 settembre 2017      | 330.000        | 1,30% |
| 22                     | 26 settembre 2017      | 358.000        | 1,40% |
| 23                     | 27 settembre 2017      |                |       |
| 24                     | 28 settembre 2017      | 263.000        | 1,10% |
| 25                     | 29 settembre 2017      |                |       |
| 26                     | 2 ottobre 2017         |                |       |
| 27                     | 3 ottobre 2017         | 286.000        | 1,20% |
| 28                     | 4 ottobre 2017         | 240.000        | 1,00% |
| 29                     | 5 ottobre 2017         | 320.000        | 1,30% |
| 30                     | 6 ottobre 2017         |                |       |
| 31                     | 9 ottobre 2017         |                |       |
| 32                     | 10 ottobre 2017        | 339.000        | 1,40% |
| 33                     | 11 ottobre 2017        | 280.000        | 1,20% |
| 34                     | 12 ottobre 2017        | 278.000        | 1,20% |
| 35                     | 13 ottobre 2017        |                |       |
| 36                     | 16 ottobre 2017        | 299.000        | 1,20% |
| 37                     | 17 ottobre 2017        | 333.000        | 1,30% |
| 38                     | 18 ottobre 2017        | 362.000        | 1,50% |
| 39                     | 19 ottobre 2017        | 288.000        | 1,20% |
| 40                     | 20 ottobre 2017        |                |       |
| Media telespettatori** | Media telespettatori** | 306.000        | 1,30% |

** calcolata in base solamente agli ascolti delle puntate di cui è noto il dato di ascolto Auditel

### Quinta edizione (Inverno 2018)
La quinta edizione è andata in onda in prima visione a partire da lunedì 8 gennaio 2018 dalle 20.10 alle 21.05 su Real Time.

## Spin-off

### Take Me Out - Party Night
In onda da martedì 1º marzo 2016 a martedì 19 aprile 2016 dalle 21.10 su Real Time, sempre condotto da Gabriele Corsi del Trio Medusa. 
Differentemente dal programma preserale, gli aspiranti conquistatori saranno accompagnati in studio da un familiare, possono presentarsi sotto mentite spoglie o avere un segreto che li lega ad una delle ragazze in studio. Il programma vede il ritorno di alcune ragazze "iconiche" della striscia quotidiana.
| Puntata                | Data                   | Telespettatori | Share |
| ---------------------- | ---------------------- | -------------- | ----- |
| 1                      | 1º marzo 2016          | 432.000        | 1,55% |
| 2                      | 8 marzo 2016           | 338.000        | 1,30% |
| 3                      | 15 marzo 2016          | -              | -     |
| 4                      | 23 marzo 2016          | -              | -     |
| 5                      | 29 marzo 2016          | 343.000        | 1,23% |
| 6                      | 5 aprile 2016          | -              | -     |
| 7                      | 12 aprile 2016         | 304.000        | 1,13% |
| 8                      | 19 aprile 2016         | -              | -     |
| Media telespettatori** | Media telespettatori** | 354.250        | 1,30% |

** viene calcolata in base solamente agli ascolti delle puntate di cui è noto il dato di ascolto Auditel

### Take Me Out - Signore e Signori
In onda martedì 1º novembre 2016 e martedì 8 novembre 2016 alle 21.10 su Real Time, sempre condotto da Gabriele Corsi del Trio Medusa.
Differentemente dal programma preserale, in questa versione dello show non ci saranno dei giovani, bensì degli "over". 
| Puntata | Data             | Telespettatori | Share |
| ------- | ---------------- | -------------- | ----- |
| 1       | 1º novembre 2016 | 322.000        | 1,22% |
| 2       | 8 novembre 2016  | -              | -     |

### Take Men Out
In onda giovedì 1º marzo 2018 alle 21.10 su Real Time, sempre condotto da Katia Follesa del Trio Medusa.
A differenza dell'edizione classica, dove un ragazzo single deve scegliere tra trenta ragazze, il gioco è a parti invertite, cioè una ragazza single deve scegliere tra trenta ragazzi. Per il resto, il meccanismo rimane invariato.

### Take Me Out - La rivincita del maschio
In onda da martedì 8 gennaio 2019, in prima serata su Real Time, è il nuovo spin off che per la prima volta viene condotto da Katia Follesa. Dopo l'approdo definitivo in Rai di Gabriele Corsi, la soubrette subentra alla conduzione del conduttore romano. 
Come l'ultimo spin-off, andato in onda nel marzo 2018, anche in questo caso saranno i ragazzi a scegliere la loro anima gemella e non più viceversa, come nell'edizione classica.
| Puntata | Data             | Telespettatori | Share |
| ------- | ---------------- | -------------- | ----- |
| 1       | 8 gennaio 2019   | 385.000        | 1,50% |
| 2       | 15 gennaio 2019  | 402.000        | 1,60% |
| 3       | 22 gennaio 2019  | 437.000        | 1,70% |
| 4       | 29 gennaio 2019  | 395.000        | 1,50% |
| 5       | 5 febbraio 2019  |                |       |
| 6       | 12 febbraio 2019 |                |       |
| 7       | 19 febbraio 2019 |                |       |
| 8       | 26 febbraio 2019 | 246.000        | 1,00% |
| 9       | 5 marzo 2019     |                |       |
| 10      | 12 marzo 2019    | 243.000        | 0,90% |